# Sobralia fragrans
Sobralia fragrans är en orkidéart som beskrevs av John Lindley. Sobralia fragrans ingår i släktet Sobralia och familjen orkidéer. Inga underarter finns listade i Catalogue of Life.

## Bildgalleri

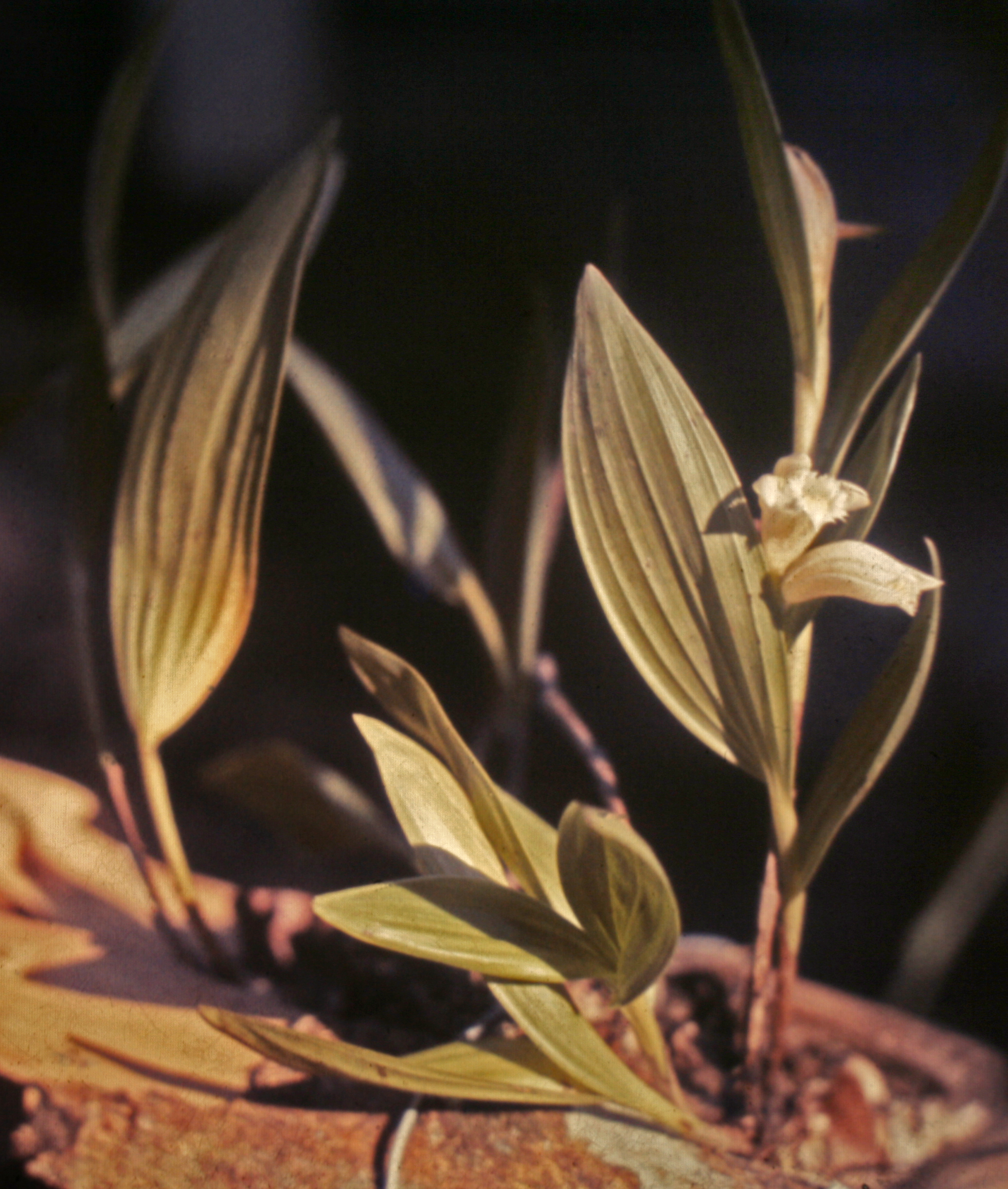
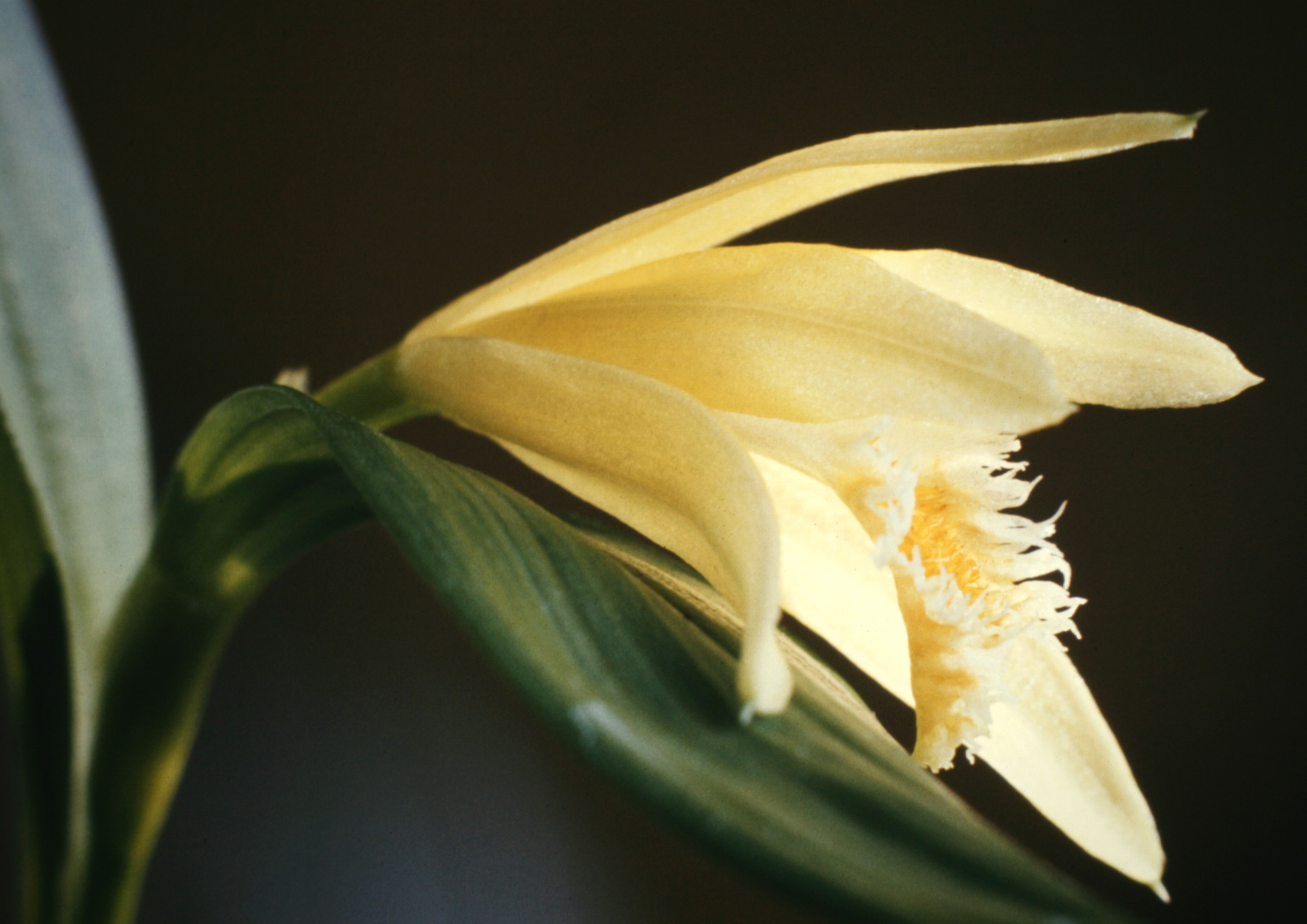
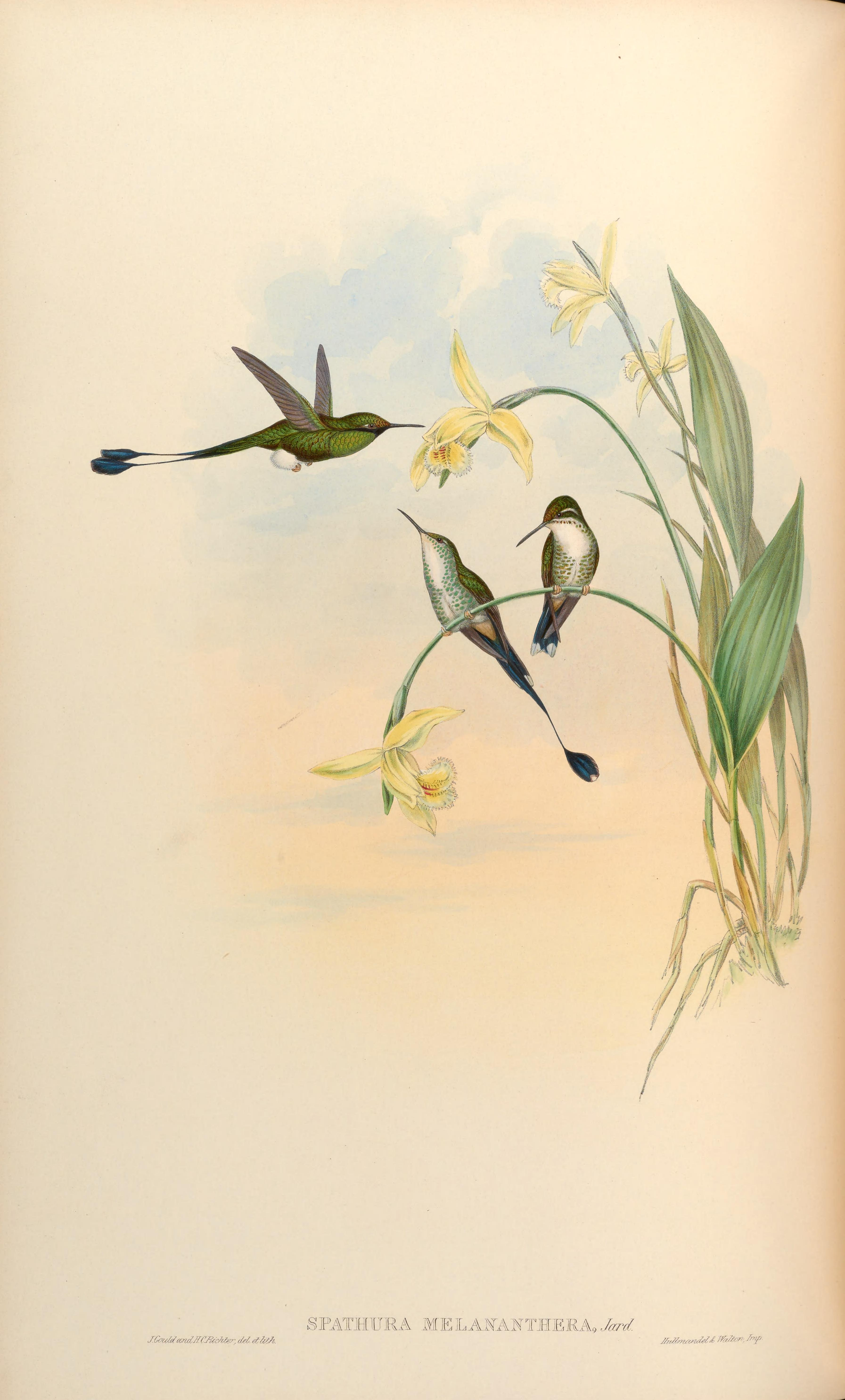
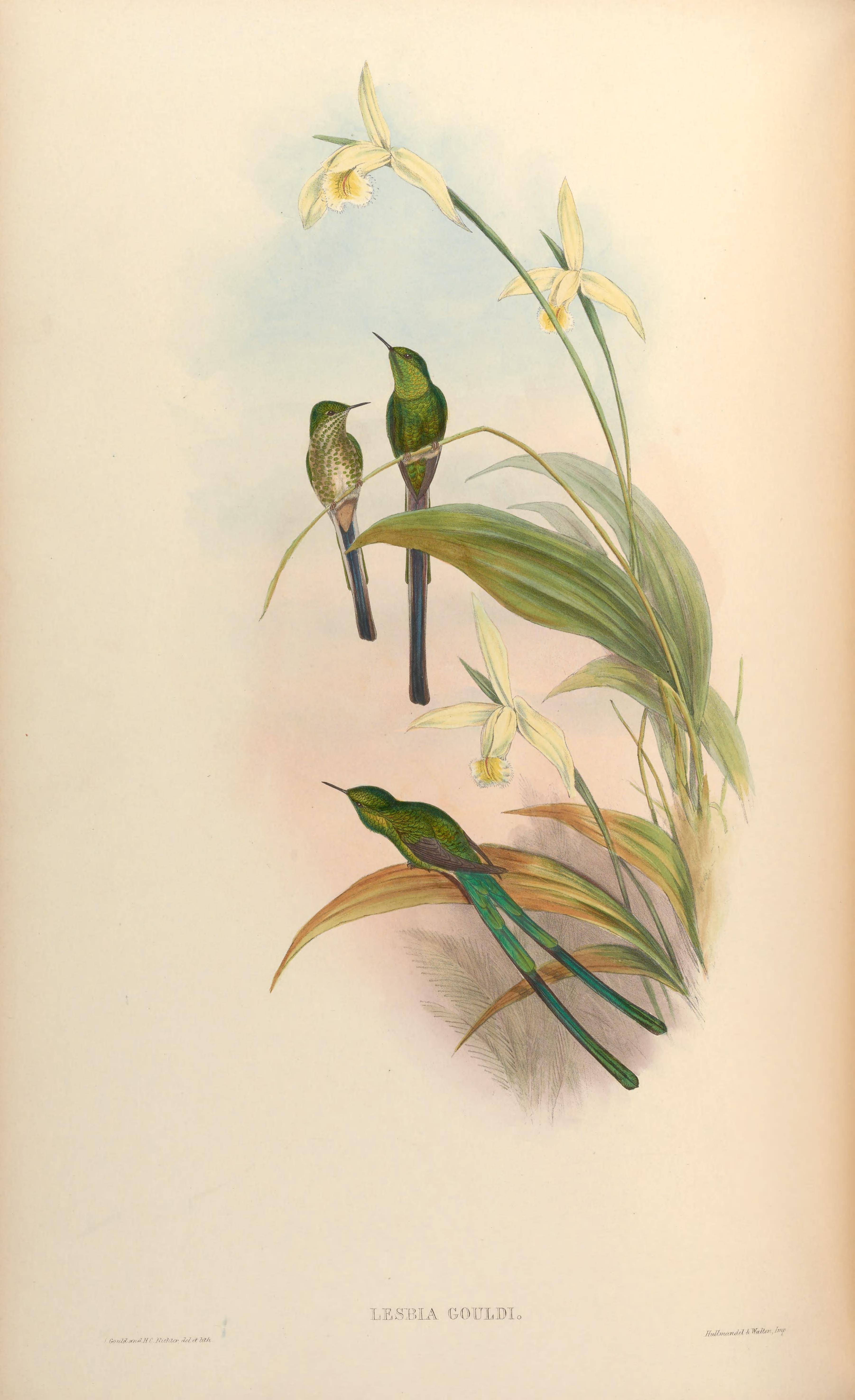
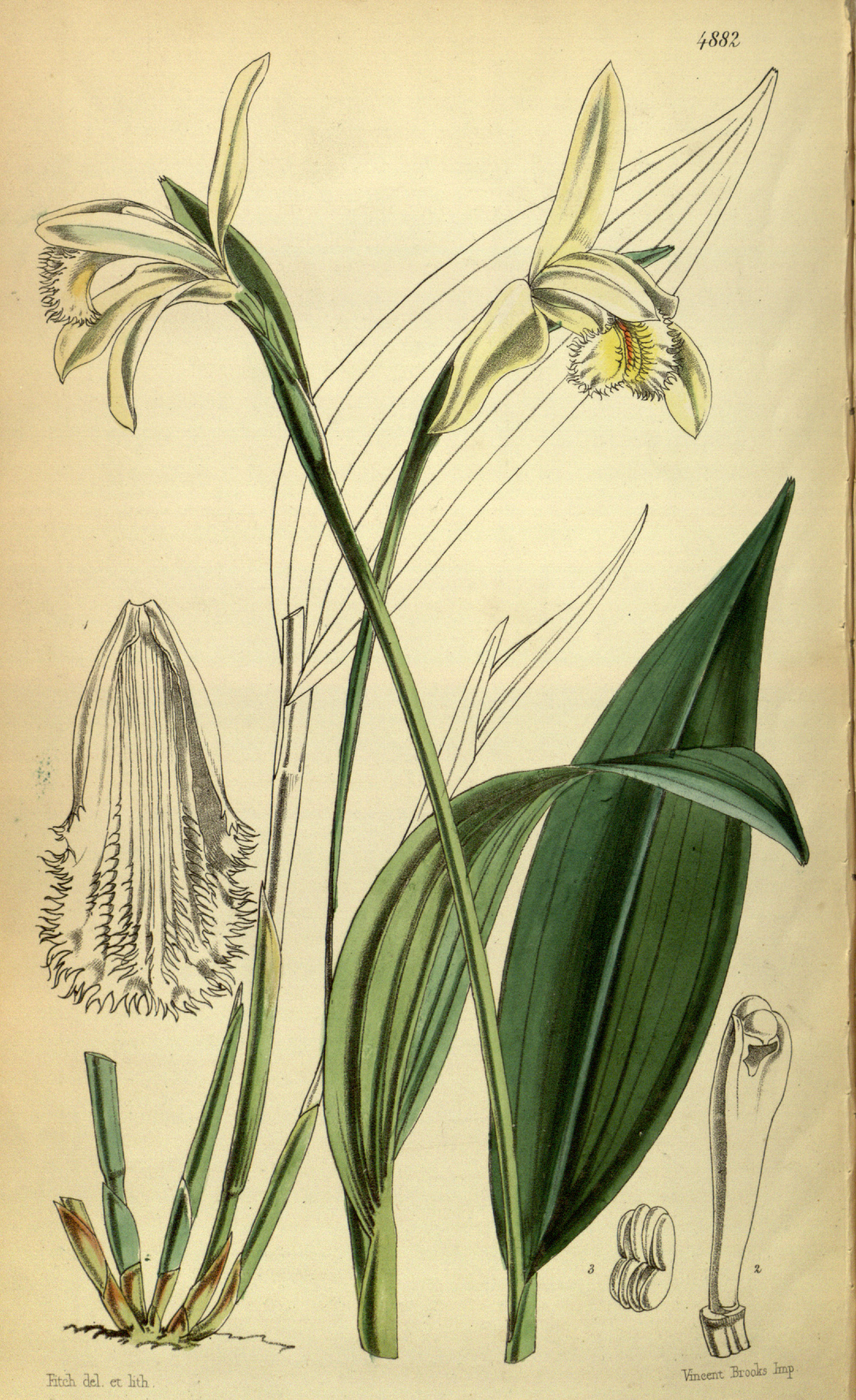
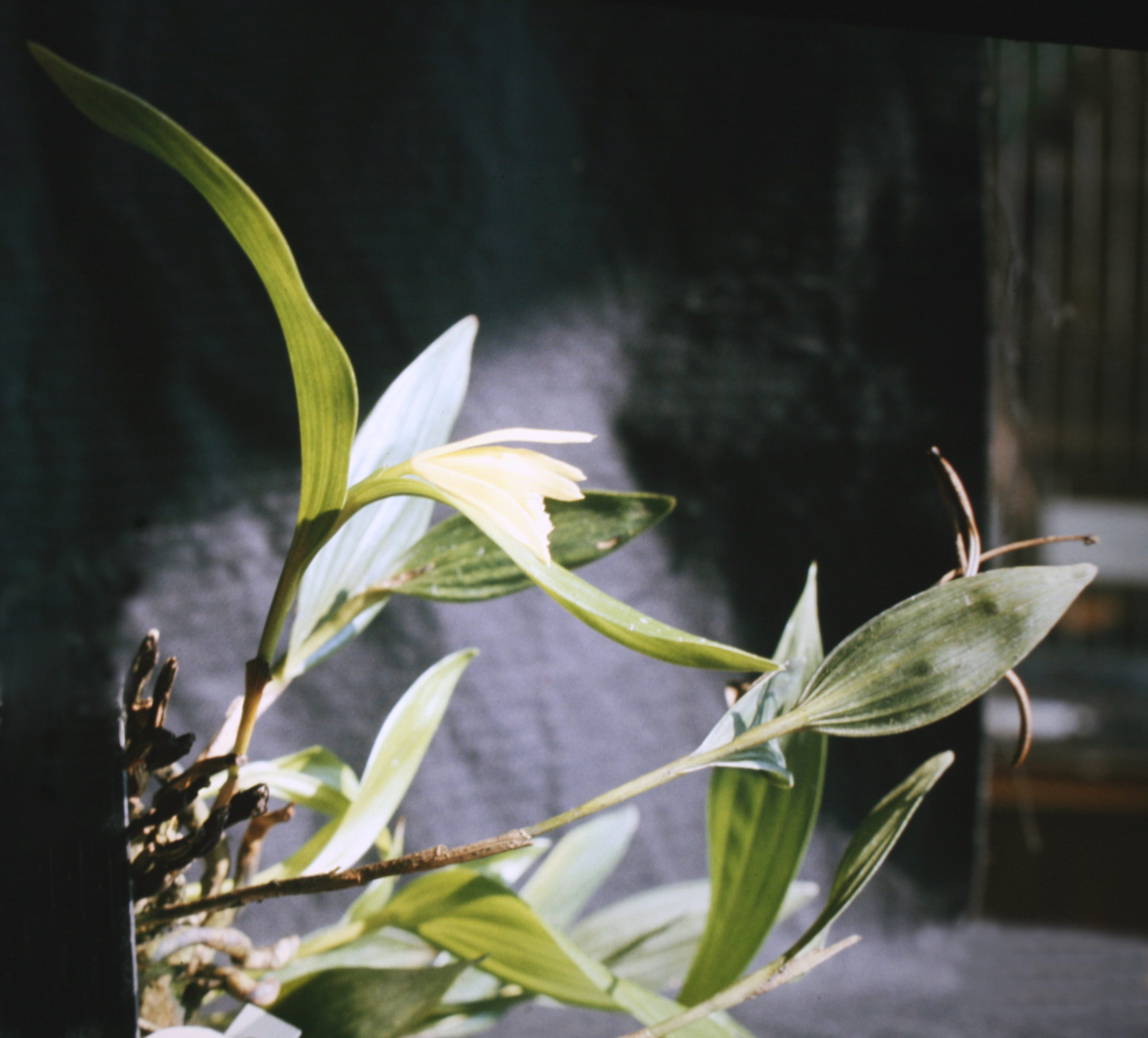